# Chinga
Chinga è una meteorite ferrosa. Prende il nome dal luogo del ritrovamento, il fiume Chinga nella Repubblica di Tuva, Federazione russa.

## Storia
Frammenti del meteorite furono trovati nel 1913 da cercatori d'oro nel fiume Chinga nella regione di Tuva. Alla fine, Nikolay Chernevich, un ingegnere minerario che supervisionava i minatori, inviò trenta pezzi, il più pesante dei quali di 20,5 kg, all'Accademia Russa delle Scienze a San Pietroburgo. Spedizioni successive hanno recuperato circa 250 esemplari per una massa totale di 209 kg.
Non sono state trovate strutture da impatto.

## Composizione e struttura
La composizione della meteorite è 82.8% ferro e circa 16.6% nichel, con la parte restante costituita principalmente da cobalto e fosforo.
Chimicamente era classificata come IVB, sottogruppo "an" (Subgroup "an"), ma nel 2006 è stata riclassificata come ferrosa fuori gruppo (Iron-ung)..
Strutturalmente è classificata come una meteorite ferrosa del tipo atassite, ovvero senza le caratteristiche bande di Widmanstätten, e con rarissime lamelle di kamacite.

## Statua del Buddha
Un'antica statua di Buddha recuperata per la prima volta da una spedizione tedesca nel 1938 era stata scolpita nell'atassite, con tutta probabilità a partire da un meteorite Chinga. La scoperta è opera dell'Istituto di Planetologia dell'Università di Stoccarda, che ha analizzato la statua: pesa circa 10 chili, è stata scolpita probabilmente intorno all'anno mille e raffigura la divinità buddista Vaiśravaṇa.